# Yves Briguet
Yves Briguet (rođ. 10. travnja 1964.), bivši švicarski vozač motociklističkih utrka.

## Uspjesi u prvenstvima
Svjetsko prvenstvo / Svjetska serija – Supersport
- trećeplasirani: 1997.

Thunderbike Trophy
- drugoplasirani: 1995., 1996.

Europsko prvenstvo – Supersport
- prvak: 1994.
- trećeplasirani: 1993.

## Pregled karijere

### Po sezonama - cestovni motociklizam
| Svjetsko prvenstvo - 250cc | Svjetsko prvenstvo - 250cc | Svjetsko prvenstvo - 250cc | Svjetsko prvenstvo - 250cc | Svjetsko prvenstvo - 250cc | Svjetsko prvenstvo - 250cc | Svjetsko prvenstvo - 250cc | Svjetsko prvenstvo - 250cc | Svjetsko prvenstvo - 250cc | Svjetsko prvenstvo - 250cc | Svjetsko prvenstvo - 250cc | Svjetsko prvenstvo - 250cc |
| sezona                     | momčad                     | konstruktor                | motocikl                   | utrka                      | pobjede                    | postolja                   | 1. startna pozicija        | najbrži krug               | bodova                     | plasman                    | izvori                     |
| -------------------------- | -------------------------- | -------------------------- | -------------------------- | -------------------------- | -------------------------- | -------------------------- | -------------------------- | -------------------------- | -------------------------- | -------------------------- | -------------------------- |
| 1992.                      | Melly Racing Team          | Honda                      | Honda                      | 13                         |                            |                            |                            |                            | 0                          | NC                         | [ 1 ]                      |

| Svjetsko prvenstvo - Superbike | Svjetsko prvenstvo - Superbike | Svjetsko prvenstvo - Superbike | Svjetsko prvenstvo - Superbike | Svjetsko prvenstvo - Superbike | Svjetsko prvenstvo - Superbike | Svjetsko prvenstvo - Superbike | Svjetsko prvenstvo - Superbike | Svjetsko prvenstvo - Superbike | Svjetsko prvenstvo - Superbike | Svjetsko prvenstvo - Superbike | Svjetsko prvenstvo - Superbike |
| sezona                         | momčad                         | konstruktor                    | motocikl                       | utrka                          | pobjede                        | postolja                       | 1. startna pozicija            | najbrži krug                   | bodova                         | plasman                        | izvori                         |
| ------------------------------ | ------------------------------ | ------------------------------ | ------------------------------ | ------------------------------ | ------------------------------ | ------------------------------ | ------------------------------ | ------------------------------ | ------------------------------ | ------------------------------ | ------------------------------ |
| 1995.                          | White Endurance Team Motorex   | Honda                          | Honda RC45                     | 6                              |                                |                                |                                |                                | 3                              | 53.                            | [ 2 ] [ 3 ] [ 4 ] [ 5 ]        |

| Svjetsko prvenstvo / Svjetska serija - Supersport | Svjetsko prvenstvo / Svjetska serija - Supersport | Svjetsko prvenstvo / Svjetska serija - Supersport | Svjetsko prvenstvo / Svjetska serija - Supersport | Svjetsko prvenstvo / Svjetska serija - Supersport | Svjetsko prvenstvo / Svjetska serija - Supersport | Svjetsko prvenstvo / Svjetska serija - Supersport | Svjetsko prvenstvo / Svjetska serija - Supersport | Svjetsko prvenstvo / Svjetska serija - Supersport | Svjetsko prvenstvo / Svjetska serija - Supersport | Svjetsko prvenstvo / Svjetska serija - Supersport | Svjetsko prvenstvo / Svjetska serija - Supersport |
| sezona                                            | momčad                                            | konstruktor                                       | motocikl                                          | utrka                                             | pobjede                                           | postolja                                          | 1. startna pozicija                               | najbrži krug                                      | bodova                                            | plasman                                           | izvori                                            |
| Svjetska serija (World Series)                    | Svjetska serija (World Series)                    | Svjetska serija (World Series)                    | Svjetska serija (World Series)                    | Svjetska serija (World Series)                    | Svjetska serija (World Series)                    | Svjetska serija (World Series)                    | Svjetska serija (World Series)                    | Svjetska serija (World Series)                    | Svjetska serija (World Series)                    | Svjetska serija (World Series)                    | Svjetska serija (World Series)                    |
| ------------------------------------------------- | ------------------------------------------------- | ------------------------------------------------- | ------------------------------------------------- | ------------------------------------------------- | ------------------------------------------------- | ------------------------------------------------- | ------------------------------------------------- | ------------------------------------------------- | ------------------------------------------------- | ------------------------------------------------- | ------------------------------------------------- |
| 1997.                                             |                                                   | Suzuki                                            | Suzuki GSX 600R                                   | 11                                                |                                                   | 5                                                 | 1                                                 | 1                                                 | 134                                               | 3.                                                | [ 2 ] [ 6 ] [ 7 ]                                 |
| 1998.                                             | Endoug Marchesi Corse                             | Ducati                                            | Ducati 748 R                                      | 9                                                 |                                                   | 2                                                 |                                                   | 1                                                 | 36                                                | 12.                                               | [ 2 ] [ 8 ] [ 9 ] [ 10 ]                          |
| Svjetsko prvenstvo                                |                                                   |                                                   |                                                   |                                                   |                                                   |                                                   |                                                   |                                                   |                                                   |                                                   |                                                   |
| 1999.                                             | Endoug Metalsistem                                | Suzuki                                            | Suzuki GSX 600R                                   | 8                                                 |                                                   |                                                   |                                                   |                                                   | 22                                                | 17.                                               | [ 2 ] [ 11 ] [ 12 ] [ 13 ]                        |
| 2000.                                             | D.F.X. Racing                                     | Ducati                                            | Ducati 748                                        | 11                                                |                                                   |                                                   |                                                   |                                                   | 5                                                 | 35.                                               | [ 2 ] [ 14 ] [ 15 ] [ 16 ]                        |

| Thunderbike Trophy | Thunderbike Trophy | Thunderbike Trophy | Thunderbike Trophy | Thunderbike Trophy | Thunderbike Trophy | Thunderbike Trophy | Thunderbike Trophy  | Thunderbike Trophy | Thunderbike Trophy | Thunderbike Trophy | Thunderbike Trophy |
| sezona             | momčad             | konstruktor        | motocikl           | utrka              | pobjede            | postolja           | 1. startna pozicija | najbrži krug       | bodova             | plasman            | izvori             |
| ------------------ | ------------------ | ------------------ | ------------------ | ------------------ | ------------------ | ------------------ | ------------------- | ------------------ | ------------------ | ------------------ | ------------------ |
| 1995.              |                    | Honda              | Honda              | 8                  | 1                  | 4                  | 5                   | 4                  | 112                | 2.                 | [ 17 ] [ 18 ]      |
| 1996.              |                    | Honda              | Honda              | 9                  |                    | 5                  | 1                   | 2                  | 120                | 2.                 | [ 19 ] [ 20 ]      |

| Europsko prvenstvo – 250cc | Europsko prvenstvo – 250cc | Europsko prvenstvo – 250cc | Europsko prvenstvo – 250cc | Europsko prvenstvo – 250cc | Europsko prvenstvo – 250cc | Europsko prvenstvo – 250cc | Europsko prvenstvo – 250cc | Europsko prvenstvo – 250cc | Europsko prvenstvo – 250cc | Europsko prvenstvo – 250cc | Europsko prvenstvo – 250cc |
| sezona                     | momčad                     | konstruktor                | motocikl                   | utrka                      | pobjede                    | postolja                   | 1. startna pozicija        | najbrži krug               | bodova                     | plasman                    | izvori                     |
| -------------------------- | -------------------------- | -------------------------- | -------------------------- | -------------------------- | -------------------------- | -------------------------- | -------------------------- | -------------------------- | -------------------------- | -------------------------- | -------------------------- |
| 1989.                      |                            | Yamaha                     | Yamaha                     |                            |                            |                            |                            |                            | 32                         | 15.                        | [ 21 ]                     |
| 1990.                      |                            | Yamaha                     | Yamaha                     |                            |                            | 1                          |                            |                            | 39                         | 14.                        | [ 22 ]                     |
| 1991.                      |                            | Yamaha                     | Yamaha                     |                            |                            |                            |                            |                            | 30                         | 14.                        | [ 23 ]                     |

| Europsko prvenstvo – Supersport | Europsko prvenstvo – Supersport | Europsko prvenstvo – Supersport | Europsko prvenstvo – Supersport | Europsko prvenstvo – Supersport | Europsko prvenstvo – Supersport | Europsko prvenstvo – Supersport | Europsko prvenstvo – Supersport | Europsko prvenstvo – Supersport | Europsko prvenstvo – Supersport | Europsko prvenstvo – Supersport | Europsko prvenstvo – Supersport |
| sezona                          | momčad                          | konstruktor                     | motocikl                        | utrka                           | pobjede                         | postolja                        | 1. startna pozicija             | najbrži krug                    | bodova                          | plasman                         | izvori                          |
| ------------------------------- | ------------------------------- | ------------------------------- | ------------------------------- | ------------------------------- | ------------------------------- | ------------------------------- | ------------------------------- | ------------------------------- | ------------------------------- | ------------------------------- | ------------------------------- |
| 1993.                           |                                 | Honda                           | Honda                           |                                 | 1                               | 5                               |                                 |                                 | 127                             | 3.                              | [ 24 ]                          |
| 1994.                           |                                 | Honda                           | Honda                           | 8                               | 5                               | 7                               |                                 |                                 | 145                             | 1.                              | [ 25 ]                          |

## Vanjske poveznice
- (engl.) worldsbk.com, Yves Briguet
- (fr.) actumoto.ch, Pilotes Suisses